# 多花梾木
多花梾木（学名：Swida polyantha）为山茱萸科梾木属下的一个种。

## 扩展阅读
- 維基物種上的相關：多花梾木